# Sébastien de Brossard

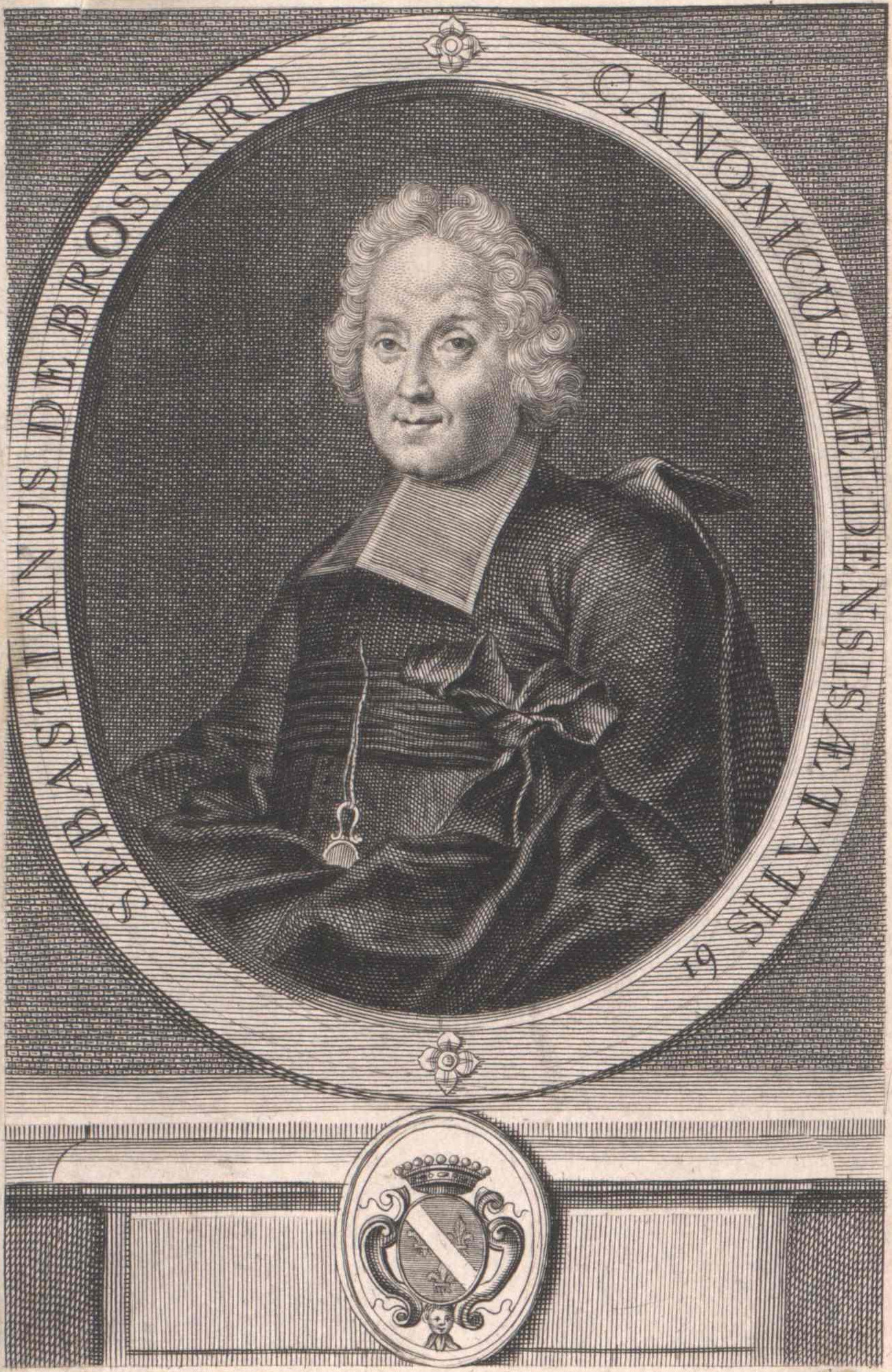
Sébastien de Brossard.

Sébastien de Brossard (Dompierre, 12 settembre 1655 – Meaux, 10 aprile 1730) è stato un compositore, teorico musicale e musicologo francese.

## Biografia
Nato in Normandia, in una famiglia di gentiluomini risalente al XIII secolo, dopo gli studi di filosofia e teologia all'Università di Caen abbracciò il sacerdozio studiando musica da autodidatta e si stabilì a Parigi nel 1678. Venne nominato vicario alla Cattedrale di Strasburgo, dopo l'annessione della città da parte di Luigi XIV nel 1681. Maestro di cappella al servizio del capitolo di canonici della cattedrale, fondò un'Accademia di musica (società di concerti e insegnamento) nella stessa città nel 1687. Sempre a Strasburgo mise assieme la maggior parte della sua biblioteca musicale che divenne leggendaria. Tra le altre cose, comprendeva una collezione di 157 sonate scritte a mano, a Baden-Baden, conosciuta come Codex Rost, dal musicista e copista Franz Rost (1640-1688) che l'aveva realizzata mentre lavorava nella chiesa di Saint-Pierre-le-Vieux di Strasburgo. Essa contiene tra l'altro l'unica copia esistente di opere di compositori tedeschi e italiani del XVII secolo.
Nel dicembre 1698, venne nominato maestro di cappella della Cattedrale di Meaux. Divenuto canonico del capitolo nel 1709, lasciò ai suoi allievi nel 1715.
Brossard scrisse un'opera sui termini musicali in greco, latino e italiano ed il primo Dictionnaire de musique in lingua francese (1701 e riedito nel 1703). Fu anche autore di una Histoire de la musique andata perduta. Nel 1724 Brossard donò la sua ampia biblioteca a Luigi XV, in cambio di una pensione, e redasse il Catalogue.
Opera manoscritta di 393 pagine, accompagnate da un indice alfabetico di 253 pagine, questo Catalogue è ancora oggi una fonte inesauribile di informazioni, prima di tutto, per completare la nostra conoscenza della produzione musicale del tempo (un gran numero di partiture che si trovano in questa raccolta non sono altrimenti disponibili). Brossard fa luce anche sulle teorie estetiche e musicali del suo tempo con le numerose annotazioni da lui scritte. Il manoscritto è conservato presso il dipartimento di musica della Biblioteca nazionale di Francia ed è stato pubblicato nel 1994.
Brossard compose ampi e brevi mottetti, delle cantate e la musica per le Lamentations du prophète Jérémie (1721). L'editore parigino Christophe Ballard pubblicò sei dei suoi libri Livres d'airs sérieux et à boire (1691-1698). L'opera strumentale di Brossard comprende delle sonate per violino e basso continuo, delle sonate in trio, e dei pezzi per orchestra.
Sébastien de Brossard viene considerato il padre della musicologia e uno dei fondatori della Biblioteca nazionale di Francia. Una delle sale del site Richelieu porta il suo nome.